# Aviemore
Aviemore, schottisch-gälisch: An Aghaidh Mhór, ist eine Stadt am Spey und ein Touristenzentrum im Cairngorms-Nationalpark in den schottischen Highlands mit 3147 Einwohnern.

## Tourismus
Die Stadt ist bekannt für ihre Skimöglichkeiten, als Ausgangsort für Wanderungen in die Cairngorm Mountains und für die im Glenmore Forest Park an den Hängen des Meall a’ Bhuachaille weidende Rentierherde – die einzigen frei lebenden Rentiere Großbritanniens.
Aviemore war das erste Skizentrum, das sich in Schottland etablierte. Die Konzentration auf den Tourismus als treibende wirtschaftliche Kraft des Ortes wurde erst in den 1960er Jahren etabliert.
Aus dem Ort stammen die Brüder Alain und Noel Baxter, die mehrfach an Olympischen Winterspielen teilnahmen und zu den erfolgreichsten britischen Skirennläufern der Weltcup-Ära gehören. Aviemore gilt mit seiner Wintersportszene als jener Ort mit der höchsten Dichte an Olympiateilnehmern im gesamten Vereinigten Königreich.
Es gibt ein Tourist Center in der Innenstadt sowie mehrere Supermärkte.

## Verkehr
Durch Aviemore führen die A9 (Inverness-Perth) sowie die zweistündlich befahrene Highland-Main-Line-Eisenbahnlinie, großteils betrieben durch ScotRail zwischen Perth und Inverness, die Edinburgh und Glasgow mit Inverness verbindet. Jeweils einmal täglich gibt es Verbindungen mit dem Nachtzug Caledonian Sleeper sowie einem Intercity-Zug von London North Eastern Railway nach Inverness bzw. London.
Der Bahnhof Aviemore ist außerdem Ausgangspunkt der Strathspey Railway, einer Museumsbahn nach Broomhill.

## Persönlichkeiten

### Söhne und Töchter der Stadt
- Mark Gee (* 1972), Biathlet

### Mit der Stadt verbundene Persönlichkeiten
- George Henschel (1850–1934), Sänger, Gesangslehrer, Komponist und Dirigent